# Consoană sonantă laterală dentală
| [ l̪ ]    |
| Audio: ▶ |

În fonetică, o consoană sonantă laterală dentală este un sunet consonantic care apare în unele limbi. Ea face parte dintr-o clasă mai largă de consoane (v. Consoană sonantă laterală alveolară).
Pentru a diferenția acest sunet de altele din aceeași clasă, atunci cînd contrastul este important, se folosește simbolul fonetic [ l̪ ]. Altfel se notează simplu [l].
Unele lucrări de fonetică clasifică sunetul [l] din limbile romanice (inclusiv limba română) drept o consoană dentală sau alveolodentală, dar tendința în fonetica modernă este de a-l clasifica drept o consoană alveolară laminală.

## Pronunție
- Modul de articulare este sonant, adică printr-o închidere numai parțială a căii vocale, astfel încît fluxul de aer nu este întrerupt în nici un moment, ci doar îngustat suficient de puțin pentru a nu produce turbulențe audibile.
- Locul de articulare este dental, adică prin plasarea limbii pe incisivii superiori și/sau inferiori.
- Este o consoană sonoră, adică în timpul pronunției sale coardele vocale vibrează.
- Este o consoană orală, adică fluxul de aer lăsat să iasă pe gură.
- Este o consoană laterală, adică fluxul de aer este lăsat să treacă pe deasupra părților laterale ale limbii, spre deosebire de consoanele centrale, în cazul cărora aerul trece pe deasupra centrului limbii.
- Este o consoană pulmonară, adică obținută prin aplicarea unei presiuni din plămâni.

| Consoane Vezi și AFI, vocale. | Consoane Vezi și AFI, vocale.  | Consoane Vezi și AFI, vocale.  | Consoane Vezi și AFI, vocale.  | Consoane Vezi și AFI, vocale.  | Consoane Vezi și AFI, vocale. | Consoane Vezi și AFI, vocale. | Consoane Vezi și AFI, vocale. | Consoane Vezi și AFI, vocale. | Consoane Vezi și AFI, vocale. | Consoane Vezi și AFI, vocale. | Consoane Vezi și AFI, vocale. | Consoane Vezi și AFI, vocale. | Consoane Vezi și AFI, vocale. | Consoane Vezi și AFI, vocale. | Consoane Vezi și AFI, vocale. | Consoane Vezi și AFI, vocale. | Consoane Vezi și AFI, vocale. | Consoane Vezi și AFI, vocale. | Consoane Vezi și AFI, vocale. | Modificare               | Modificare               | Modificare               | Modificare               | Modificare               | Modificare               | Modificare               |
| Mod de articulare | Loc de articulare              | Loc de articulare              | Loc de articulare              | Loc de articulare              | Loc de articulare             | Loc de articulare             | Loc de articulare             | Loc de articulare             | Loc de articulare             | Loc de articulare             | Loc de articulare             | Loc de articulare             | Loc de articulare             | Loc de articulare             | Loc de articulare             | Loc de articulare             | Loc de articulare             | Loc de articulare             | Loc de articulare             | Loc de articulare        | Loc de articulare        | Loc de articulare        | Loc de articulare        | Loc de articulare        | Loc de articulare        | Loc de articulare        |
| Mod de articulare | Bi- labiale                    | Bi- labiale                    | Labio- dentale                 | Labio- dentale                 | Dentale                       | Dentale                       | Alveo- lare                   | Alveo- lare                   | Post- alveo- lare             | Post- alveo- lare             | Alveolo- palatale             | Alveolo- palatale             | Retro- flexe                  | Retro- flexe                  | Palatale                      | Palatale                      | Velare                        | Velare                        | Uvulare                       | Uvulare                  | Farin- gale              | Farin- gale              | Epi- glotale             | Epi- glotale             | Glotale                  | Glotale                  |
| Flux pulmonar |                                |                                |                                |                                |                               |                               |                               |                               |                               |                               |                               |                               |                               |                               |                               |                               |                               |                               |                               |                          |                          |                          |                          |                          |                          |                          |
| Oclusive | p                              | b                              |                                |                                | t̪                             | d̪                             | t                             | d                             |                               |                               |                               |                               | ʈ                             | ɖ                             | c                             | ɟ                             | k                             | ɡ                             | q                             | ɢ                        |                          |                          | ʡ                        | -                        | ʔ                        | -                        |
| Africate | p͡ɸ                             | b͡β                             |                                |                                | t̪͡θ                            | d̪͡ð                            | t͡s                            | d͡z                            | t͡ʃ                            | d͡ʒ                            | t͡ɕ                            | d͡ʑ                            | ʈ͡ʂ                            | ɖ͡ʐ                            | c͡ç                            | ɟ͡ʝ                            | k͡x                            | ɡ͡ɣ                            | q͡χ                            | ɢ͡ʁ                       |                          |                          | ʡ͡ʜ                       | -                        | ʔ͡h                       | -                        |
| Fricative | ɸ                              | β                              | f                              | v                              | θ                             | ð                             | s                             | z                             | ʃ                             | ʒ                             | ɕ                             | ʑ                             | ʂ                             | ʐ                             | ç                             | ʝ                             | x                             | ɣ                             | χ                             | ʁ                        | ħ                        | ʕ                        | ʜ                        | ʢ                        | h                        | ɦ                        |
| Sonante |                                |                                |                                | ʋ                              |                               |                               |                               | ɹ                             |                               |                               |                               |                               |                               | ɻ                             |                               | j                             |                               | ɰ                             |                               |                          |                          |                          |                          |                          | -                        | -                        |
| Vibrante |                                | ʙ                              |                                |                                |                               | r̪                             |                               | r                             |                               |                               |                               |                               |                               |                               |                               |                               | -                             | -                             |                               | ʀ                        |                          |                          |                          |                          | -                        | -                        |
| Bătute |                                |                                |                                | ⱱ                              |                               |                               |                               | ɾ                             |                               |                               |                               |                               |                               | ɽ                             |                               |                               | -                             | -                             |                               |                          |                          |                          |                          |                          | -                        | -                        |
| Africate laterale | -                              | -                              | -                              | -                              |                               |                               | t͡ɬ                            | d͡ɮ                            |                               |                               |                               |                               |                               |                               |                               |                               |                               |                               |                               |                          | -                        | -                        | -                        | -                        | -                        | -                        |
| Fricative laterale | -                              | -                              | -                              | -                              |                               |                               | ɬ                             | ɮ                             |                               |                               |                               |                               |                               |                               |                               |                               |                               |                               |                               |                          | -                        | -                        | -                        | -                        | -                        | -                        |
| Sonante laterale | -                              | -                              | -                              | -                              |                               | l̪                             |                               | l                             |                               |                               |                               |                               |                               | ɭ                             |                               | ʎ                             |                               | ʟ                             |                               |                          | -                        | -                        | -                        | -                        | -                        | -                        |
| Bătute laterale | -                              | -                              | -                              | -                              |                               |                               |                               | ɺ                             |                               |                               |                               |                               |                               |                               |                               |                               |                               |                               |                               |                          | -                        | -                        | -                        | -                        | -                        | -                        |
| Nazale |                                | m                              |                                | ɱ                              |                               | n̪                             |                               | n                             |                               |                               |                               |                               |                               | ɳ                             |                               | ɲ                             |                               | ŋ                             |                               | ɴ                        | -                        | -                        | -                        | -                        | -                        | -                        |
| Flux glotal (explozive și implozive) |                                |                                |                                |                                |                               |                               |                               |                               |                               |                               |                               |                               |                               |                               |                               |                               |                               |                               |                               |                          |                          |                          |                          |                          |                          |                          |
| Oclusive explozive | pʼ                             |                                |                                |                                |                               |                               | tʼ                            |                               |                               |                               |                               |                               | ʈʼ                            |                               | cʼ                            |                               | kʼ                            |                               | qʼ                            |                          |                          |                          |                          |                          | -                        | -                        |
| Fricative explozive | ɸʼ                             |                                | fʼ                             |                                |                               |                               | sʼ                            |                               | ʃʼ                            |                               | ɕʼ                            |                               | ʂʼ                            |                               | çʼ                            |                               | xʼ                            |                               | χʼ                            |                          |                          |                          |                          |                          | -                        | -                        |
| Implozive |                                | ɓ                              |                                |                                |                               |                               |                               | ɗ                             |                               |                               |                               |                               |                               |                               |                               | ʄ                             |                               | ɠ                             |                               | ʛ                        |                          |                          |                          |                          | -                        | -                        |
| Flux velar (clicuri) |                                |                                |                                |                                |                               |                               |                               |                               |                               |                               |                               |                               |                               |                               |                               |                               |                               |                               |                               |                          |                          |                          |                          |                          |                          |                          |
| Clicuri centrale | ʘ                              |                                |                                |                                | ǀ                             |                               |                               |                               |                               |                               | ǃ                             |                               |                               |                               | ǂ                             |                               | -                             | -                             | -                             | -                        | -                        | -                        | -                        | -                        | -                        | -                        |
| Clicuri laterale | -                              | -                              | -                              | -                              | -                             |                               | ǁ                             |                               |                               |                               |                               |                               |                               |                               |                               |                               | -                             | -                             | -                             | -                        | -                        | -                        | -                        | -                        | -                        | -                        |
| Articulații multiple |                                |                                |                                |                                |                               |                               |                               |                               |                               |                               |                               |                               |                               |                               |                               |                               |                               |                               |                               |                          |                          |                          |                          |                          |                          |                          |
| Fricativă postalveolovelară: ɧ | Fricativă postalveolovelară: ɧ | Fricativă postalveolovelară: ɧ | Fricativă postalveolovelară: ɧ | Fricativă postalveolovelară: ɧ | Sonantă labiovelară: w        | Sonantă labiovelară: w        | Sonantă labiovelară: w        | Sonantă labiovelară: w        | Sonantă labiovelară: w        | Sonantă labiovelară: w        | Sonantă labiovelară: w        | Fricativă labiovelară: ʍ      | Fricativă labiovelară: ʍ      | Fricativă labiovelară: ʍ      | Fricativă labiovelară: ʍ      | Fricativă labiovelară: ʍ      | Fricativă labiovelară: ʍ      | Fricativă labiovelară: ʍ      | Sonantă labiopalatală: ɥ      | Sonantă labiopalatală: ɥ | Sonantă labiopalatală: ɥ | Sonantă labiopalatală: ɥ | Sonantă labiopalatală: ɥ | Sonantă labiopalatală: ɥ | Sonantă labiopalatală: ɥ | Sonantă labiopalatală: ɥ |
| Legendă: |                                |                                |                                |                                |                               |                               |                               |                               |                               |                               |                               |                               |                               |                               |                               |                               |                               |                               |                               |                          |                          |                          |                          |                          |                          |                          |
| ■ Celulele gri corespund unor articulări considerate imposibile. ■ Celulele galbene corespund consoanelor din limba română. ■ Celulele crem indică alofone ale unor consoane din limba română. În perechile de consoane, cea din stânga este surdă, iar cea din dreapta este sonoră. |                                |                                |                                |                                |                               |                               |                               |                               |                               |                               |                               |                               |                               |                               |                               |                               |                               |                               |                               |                          |                          |                          |                          |                          |                          |                          |